# Random House
Random House er et af verdens største forlag. Det blev grundlagt i 1927 og er siden 1998 ejet af den tyske mediekoncern Bertelsmann. 